# 法隆寺再建非再建論争

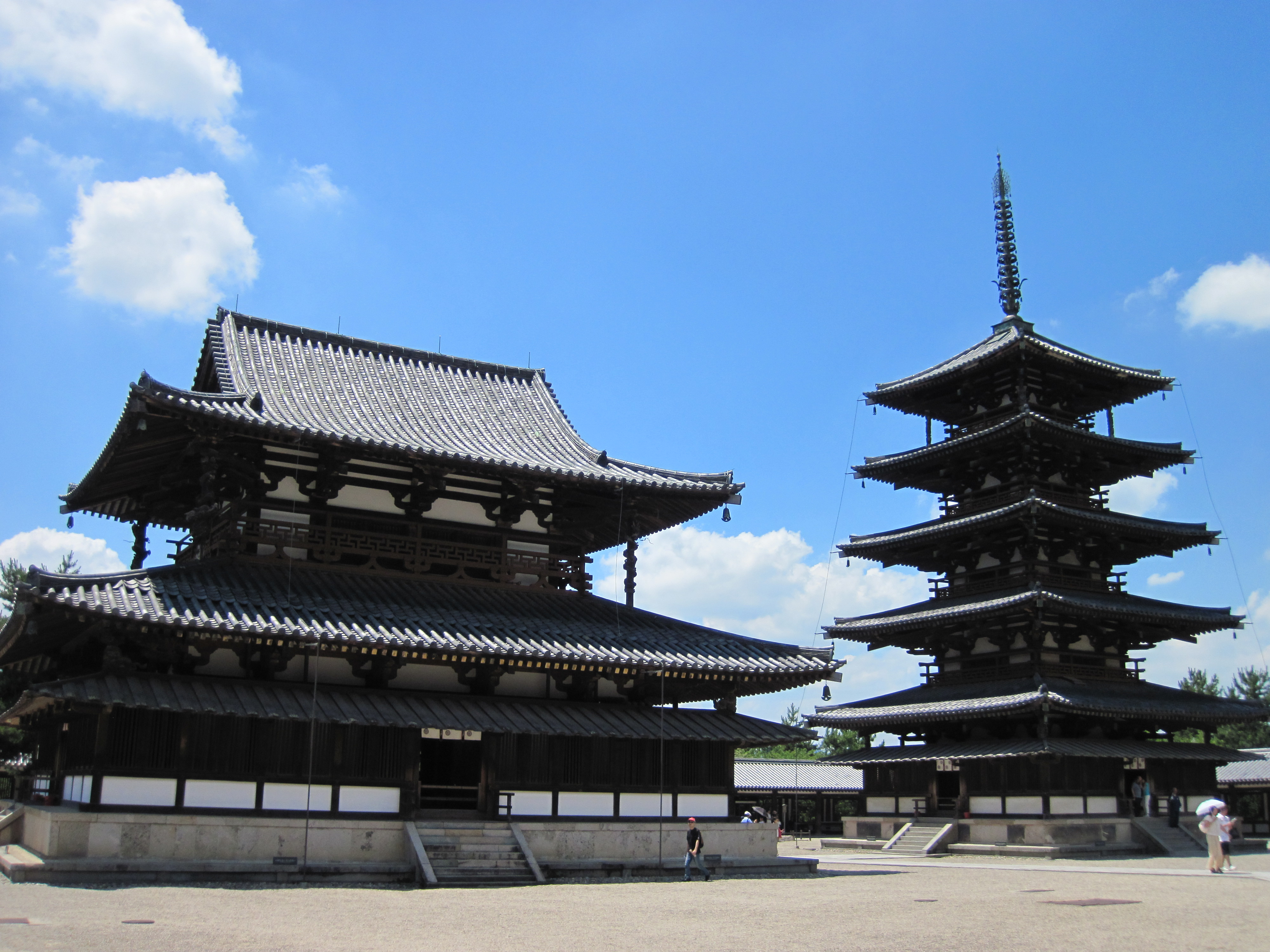
法隆寺

法隆寺再建非再建論争（ほうりゅうじ さいこん ひさいこん ろんそう）ないし法隆寺論争（ほうりゅうじろんそう）は、法隆寺が再建されたものか、そうでないかについての論争である。
法隆寺は推古天皇15年（607年）に建立されたと伝えられる寺院であるが、『日本書紀』には天智天皇9年（670年）に法隆寺が火災により焼失したという記述があった。明治期、この記述は注目されるところとなり、小杉榲邨や黒川真頼などといった史学者はこのことを積極的に周知しようとした。一方、関野貞・平子鐸嶺といった学者は、法隆寺の建築様式が推古期のものであり、後世に再建されたものとみなすには様式が古すぎること、あるいは法隆寺側の記録にそうした事実が一切書き残されていないことなどを背景に、法隆寺非再建論をとなえた。これに対して再建論側に立つ喜田貞吉は、彼らの論理に問題があることを指摘し、これに反駁した。また、會津八一のように、法隆寺は焼失はしているものの、その時期は聖徳太子（厩戸皇子）の存命時だったと論じる説や、後期の関野貞や足立康のように、法隆寺を銘する寺院は焼け落ちたものと焼け落ちていないものの二寺が存在するとする説などもあった。
同論争は多くの建築学者や歴史学者を巻き込みながら、明治・大正・昭和をまたいで30年以上にわたり続いた。しかし、1939年（昭和14年）に、法隆寺の焼失遺構である若草伽藍が発掘調査されたことが再建の決定的証拠となり、とりあえずの決着をみた。

## 論争以前 ( - 1905年)

### 文献学的観点からの論考

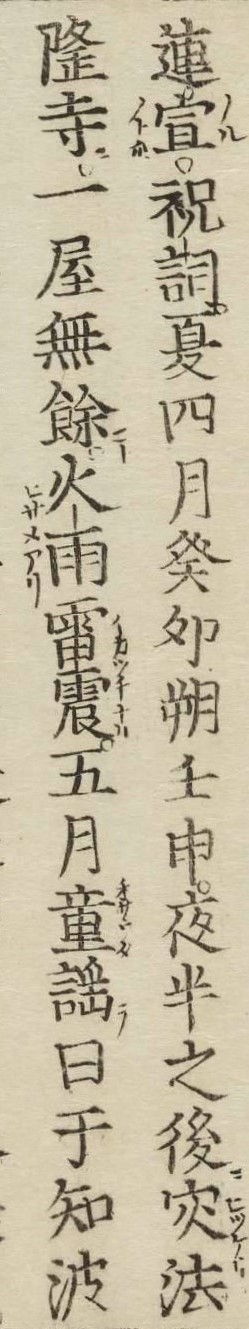
日本書紀の当該節。菅政友文庫所蔵本。

法隆寺は、推古天皇15年（607年）、用明天皇の発願により、聖徳太子が建立したと伝えられる寺院である。『日本書紀』天智天皇9年（670年）4月壬申（4月30日）条には「夜半之後、災二法隆寺一、一屋無レ余、大雨雷震」と、法隆寺が火災により焼失した旨が記述されているものの、奈良時代の『法隆寺伽藍縁起并流記資財帳』や鎌倉時代の『古今目録抄』をはじめとして、法隆寺のその後の一切の記録においてこの火災は記録されることはなく、日本書紀の記述についてもながく顧みられることはなかった。しかし、明治時代以降の日本史学の発達によりこの一文は注目されるところとなり、論争開始以前の段階において法隆寺再建論はなかば定説となっていた。
学史の上で、法隆寺再建論をはじめにとなえたのは菅政友であるとされる。菅は1887年（明治20年）前後に執筆された「法隆寺」と題する論考において、日本書紀および『七大寺年表』の「元明天皇和銅元年（708年）、依レ詔作二法隆寺一」という記述を引用して、「今現存せるものは、皆な推古の御世（）の旧（）にあらず」と再建説を提起した。黒川真頼は1889年（明治22年）、「東大寺法隆寺の美術」において、1882年（明治15年）に法隆寺を拝観した際、寺僧に「此（）の寺の建築は何天皇の御代なるか」と尋ねて「推古天皇の時御建立のままなり」と返答されたことについて、「此の寺推古天皇の時の旧物にあらざることは……日本書紀を読みたる人はだれも知りたるべきことなれども、心づかぬにやあらむ」といぶかしんでいる。また、彼は同稿を、「予は久しく博物館に奉職して、法隆寺の建築の話の出（）づる毎に、今の建築は推古天皇の時の旧物にあらざることを天智天皇紀を引きて弁ずれども信ずる人稀なりき」と続ける。また、黒川は1890年（明治23年）の「法隆寺建築説」において、法隆寺焼失の根拠として日本書紀・七大寺年表のみならず、『色葉字類抄』の「法隆寺、七大寺内、和銅年中造立」という記述を引用した。
井上章一は、法隆寺再建論をとりまく当時の状況を、「文献考証の何たるかがわかっている学者は、法隆寺を焼けた寺だと考える。だが、それのわからない素人は、聖徳太子時代の遺構というロマンに傾斜する」と概説する。法隆寺が一度焼失しているという文献的事実は当時の人口にはまったく膾炙（）しておらず、それゆえ当時の歴史家はさまざまな機会に法隆寺焼失論をうったえた。黒川は教壇においても法隆寺の焼失を史実として論じ、のちに再建説の主要な論者となる喜田貞吉も、「法隆寺の建築物については、自分は大学で黒川先生の講義に聞き、又しばしば小杉先生からも承って、それが天智天皇九年に一屋余す無く焼失し、今の建築物は、和銅に成就したものだとのみ鵜呑（）にして、勿論それ以上を考えたことがなかったのである」と述懐している。

### 美術史・建築史的観点からの論考
こうした史学者からの論は文献資料に重きを置いたものであり、建築そのものの造形についてはほとんど論じられなかった。こうした空隙を埋めるように、美術史・建築史の立場からも、法隆寺の造立年代について考察する意見があらわれはじめた。
九鬼隆一は1893年（明治26年）の論考において、法隆寺金堂壁画に「『グリーキ』の風韻」があると述べ、ゆえにこの壁画が描かれたのは盛唐経由で日本にヘレニズム文化が伝わった「天智期」のことであろうと推察している。また、アーネスト・フェノロサも、いつ頃からかは不明なものの同様の考えをもっていた。彼の死後編纂（）された『東洋美術史綱』には、法隆寺の建築にはギリシャ的影響がみられ、こうした特徴は推古期に遡（）ることのできるものではないために、同寺は再建されたものであるとする論考が掲載されている。伊東忠太は1893年（明治26年）の「法隆寺建築論」において、エンタシスの存在から、法隆寺にはすでにギリシャの影響が及んでいると論じたものの、その造立年代については「吾人（）は其（）建築落成の期が推古の時代に属するや或（）は和銅年代に属するやを知らず、然（）れども余は之を以て断じて、推古派流と名付くるに躊躇（）せざるなり。若し建築にして果して和銅年間に成るものならば、必ずや当時の工匠能く推古の古式を収め得て之に法りたるものならん」と述べている。伊東は法隆寺がなぜ推古期の様式と言えるのかについて、まったく論じていない。翌1894年（明治27年）、塚本靖は「法隆寺建築装飾論」を発表し、法隆寺の建築が法輪寺三重塔婆（伝推古31年創立）・法起寺三重塔婆（伝舒明10年建立）・玉虫厨子などに類似していること、薬師寺東塔（伝白鳳9年創立）の様式とは異なることを、同寺が「推古式」である根拠とみなした。そのうえで塚本は九鬼らの主張を踏まえ、推古期の様式である法隆寺にギリシャ的影響を読み取る伊東の考えを批判した。
1897年（明治30年）には、奈良県営繕技師を務めた長野宇平治が、在任中の調査に基づき「法隆寺伽藍の建築は元禄時代の再建に成りしものなり」と銘する論文を発表した。長野の説は建物の各部分があまりにも綺麗であり、修繕の痕跡もみあたらないことを根拠とするものであったが、この説は塚本靖・溝口禎次郎・伊東忠太により批判された。元禄期の修繕様式は一般に擬古的なものではないこと、金堂に天元5年（982年）と承安5年（1175年）につけられた傷跡がのこっていること、当時の修繕に関する日誌が残っており、それは改築とよべるようなものではないことなどが反論の根拠であった。

### 初期の非再建論
先に見てきたように、法隆寺再建論はほとんど定説となっていたものの、寺伝を重んじる立場からこれに反駁するものもいた。彼らは「日本書紀の古伝には『法隆寺が焼失した』とするものと『幸隆寺が焼失した』とするもののふたつがあり、正しいのは後者である。幸隆寺は法隆寺の末寺であり、天智9年の火災ののち再建されることはなかった」と主張した。伊東忠太いわくこの論は「古老の伝」であり、小杉榲邨いわく『奈良縣寺院誌』にも記載があった。塚田武馬は1895年（明治28年）に刊行された、鳥居武平『法隆寺伽藍諸堂巡拝記』の序文として「天智天皇の朝に法隆寺に災（）すと云（）の辨（）」という論考を掲載し、実際に法隆寺が全焼したのならば「古来相伝するところの仏像及（）什器（）に至るまで毀損散逸するなく今日に現存」する今の状況はありえないことであると述べた。 
村田治郎はこうした説について、「幸隆寺をかつぎ出したのは、法隆寺側の人々の学問的水準の低さを示したにとどまり、学界ではもちろん一顧もせず、やがて立ち消えになってしまった」と論じている。また、小杉は1896年（明治29年）の「法隆寺の建築年代」において、同説を「歴歴たる正史を蔑如するはそもそも何を苦しみて、この怪説を主張せむとするにか」と、厳しく批判している。
また、北畠治房は、現在の法隆寺とは別に存在した「斑鳩寺」こそが天智天皇9年に焼失した寺院であると論じ、若草に残る礎石はその名残であるとした。法隆寺近郊に邸宅を構えていた北畠は、法隆寺拝観にきた学者を捉えては自説を開陳し、関野貞もまた北畠の論を聞いている。高山樗牛の1900年（明治33年）ごろの著作である「日本美術史未定稿」は、法隆寺再建論に疑問を呈している。火災の記録が日本書紀以外に見えず、『続日本紀』や『資財帳』などに一切の記述がないこと、『七大寺年表』の記述は単なる修繕とも考えられること、『資財帳』には持統天皇・天武天皇からの下賜品の記述があり、和銅まで法隆寺が再建されていなかったとは考えづらいこと、法隆寺は細部装飾にいたるまですべてが推古式で建立されており、仮に再建としてもそのようにする強い理由がないことをその根拠としている。また、平子鐸嶺は、1901年（明治34年）に「大和法隆寺再造説につきての疑」を発表している。ここで、平子は創立から100年以上が経つ和銅期に推古期の様式が用いられたとは考え難いことを指摘するとともに、金堂の天蓋や、寺内の諸仏といった明確に推古期に遡ることのできる諸仏が大火災を免れたとは考えがたいと論じた。さらに彼は、金堂の屋根裏からは推古期の古瓦が発見されていることにも触れ、こうした発見は、法隆寺再建論が真である場合成り立つとはおもえないことであると論じた。

## 明治期の論争 (1905年 - 1911年)

### 関野貞・平子鐸嶺の非再建論
一般に法隆寺再建非再建論争のはじまりは1905年（明治38年）のこととされるが、前節でみたように法隆寺再建論・非再建論はともに明治20年代から30年代にかけてゆっくりと醸成されてきたものでもあった。村田治郎はこれを、「明治三八年になって、とつぜん法隆寺論争が始まったというのは、単に外に現れた論争ばかりを見ての説であって、実はそれ以前にすでに両説の下準備がととのって、一触即発のところまで至っていたからこそ、明治三八年の爆発も猛烈だったと解釈すべきであろう」と論じている。この「爆発」の契機となったのが、関野貞の「法隆寺金堂塔婆中門非再建論」と、平子鐸嶺の「法隆寺草創考」である。この年、関野は『史学雑誌』、平子は『国華』とそれぞれ別の媒体に論考を発表した。村田は、この論文は「二人の著者が互いに連絡をとりあって発表したものとしか考えられない」と述べているが、これを証明することはできていない。
関野が「法隆寺金堂塔婆中門非再建論」を発表したのはこの年の2月のことであり、建築史的な考証がその主な根拠であった。関野は大化の改新以前の建築においては高麗尺、それ以降は唐尺と、建築における常用尺が異なることを指摘し、法隆寺金堂・塔婆・中門は法起寺三重塔や法輪寺三重塔と同様に高麗尺をもととした設計であることを論じた。さらに、関野は法隆寺金堂・塔婆の裳階については唐尺による設計であることを明らかにし、『七大寺年表』にある和銅期の再建とはこの裳階の増築のことであろうと主張した。関野は、元来「推古時代」と呼ばれていた時代について、この論文ではじめて「飛鳥時代」という呼称を提唱した。
また、平子も同年同月に「法隆寺草創考」を発表し、以下のような文献的な根拠から法隆寺非再建論を主張した。
1. 『法隆寺伽藍縁起并流記資財帳』『上宮聖徳法王帝説』『上宮聖徳太子伝補闕記』といった法隆寺側の文献に、法隆寺焼失の記録が存在しない。また、おおむね『日本書紀』の要約である『扶桑略記』においても、670年の火災に関する記述は引用されていない。
2. 『資財帳』には、法隆寺が焼失していた時期であるはずの、持統天皇期の下賜品についての記述がある。また、享保期の『法隆寺良訓補忘集』には、四十八体仏の銘のひとつに「甲子年三月十八日鵤大寺徳聴法師云々」というものがあることが記されているが、これも持統天皇5年のことと考えるのが自然である。
3. 再建を和銅期のこととする場合、『続日本紀』にそのような記述がなければ不自然であるが、存在しない。
4. 『日本書紀』において寺院建築は「精舎」「伽藍」などという語彙をもちいて言い表されており、「屋」が法隆寺の主要建築を意味するとは考えがたい。この「屋」は『資財帳』にみられる僧房大衆院屋のようなものであるとみなすべきである。
5. 『補闕記』には「四七庚午年四月卅日夜半有災斑鳩寺」との記述があるが、この「四七」が「卅（）」と「卌（）」を誤記したものであると解釈すると、聖徳太子37歳の年である庚午年、すなわち推古天皇18年（610年）4月30日のことと理解することができる。これは法隆寺焼失の日時とされる670年4月30日のちょうど60年前であり、『日本書紀』の編者は「庚午年の火災」を干支一運ぶん間違えて記載してしまったものであると考えられる。この火災が小規模なものであったことは、「法隆寺金堂釈迦三尊像光背銘」などからして明白である。

### 喜田貞吉による反論
関野・平子の論文を通して、史学界においては法隆寺非再建論は翻って有力説とみなされるようになり、『史学雑誌』の同年3月号には、両人を「本邦美術史界の一大疑問を解決し得たるを深謝せずんばあらざるなり」と激賞する論考が掲載された。それまで再建論の主論者であった小杉榲邨はこれに憤慨したものの、自ら論争の矢面に立つことはなかった。この月の中旬、小杉のもとを訪ねた喜田貞吉は、悄然（）とした彼に『国華』と『史学雑誌』を見せられ、「これを見たか」と問われた。彼は、「近頃の若い者は、とかく書物をよく読まぬから困る。こんな馬鹿々々（）しい事があろう筈（）はないが、今更若い者を相手に老人が議論するでもなかろう」と話したという。「同郷の大先輩」である小杉に少なからず恩顧があった喜田は、彼の憔悴（）ぶりを気の毒に思い、「何とか先生のお顔の立つようにしてあげねばならぬ」と両論を精読した。そのところ、彼は「双方共に文献的資料の扱に可なりの無理があり、論理上にも多少のファラシーがある」ことに気づいた。ゆえに、喜田は「之（）を従来の水掛論の程度に引き戻す位の事ならば、自分の如き門外漢でも出来ない事はなかろう」と、この論争に参加することとなった。
喜田は同年4月、『史学雑誌』に「関野平子両氏の法隆寺非再建論を駁（）す」を、5月には『歴史地理』に「法隆寺の罹災を立証して一部芸術史家の研究方法を疑ふ」を発表した。これらの論点は以下のようなものである。
1. 法隆寺が高麗尺であることは、法隆寺の建立年代の証拠とはなり得ない。なぜなら、火災があったとしても礎石は焼け残るはずであり、これをもとに新しい伽藍を造営したならば、再建後の寺院建築も高麗尺のままとなると考えられるからである。
2. （関野が飛鳥建築であるとした）法起寺三重塔の建立年代は飛鳥時代ではない。露盤銘いわくこの塔は天武天皇16年（686年）の造営であり、慶雲3年（706年）に竣工した。また、法輪寺三重塔についてもその建立は金堂より後、天武期より以前に遡ることはない。
3. 『補闕記』には荒唐無稽な記述も多く、『日本書紀』より価値ある史料とはいえない。また、「四七庚午年四月卅日夜半有災斑鳩寺」という記述は聖徳太子が46歳のときの記事と48歳のときの記事に挟まれており、これを太子37歳のときの記事とするのは無理がある。
4. 『日本書紀』の編纂年は養老4年（720年）のことであり、さらにいえば法隆寺は平城京から2里ほどしか離れていない。わずか50年前、近所で起こった出来事である670年の火災について、そのような大胆な間違いはおこり得ない。
5. 『法隆寺資財帳』に火災の出来事が記されていないことに不自然さはない。大安寺は和銅元年（708年）に高市郡から平城京に移築され、天平元年（729年）に改築されたが、『大安寺資財帳』にはいずれの記述も存在しない。
6. 持統期に法隆寺の建物が存在していたことは、法隆寺が焼失していなかったことの証左にはならない。火災後まもない時期になんらかの仮設建物があったと考えるべきである。
7. 『資財帳』は天平19年（747年）の成立であるが、ここには講堂に関する記述がない。これは非常に不自然なことであるが、造立当時には存在した講堂が670年に焼け落ち、747年当時にも再建されていなかったと考えるなら筋が通ることである。

### 関野貞・平子鐸嶺の再反論
平子は6月、「天智紀法隆寺焼失説の誤謬（史学界）」「法隆寺伽藍主要建築物の非再建に関する記録的論証（建築雑誌）」「喜田氏の法隆寺の罹災説を駁して実物研究の弁に及ぶ（歴史地理）」を発表し、喜田の論について以下のように反駁した。
1. 総体として、『補闕記』に荒唐無稽な記述が多いことは事実であるが、『日本書紀』にも部分的な誤りや神秘的な記述は少なからず存在し、逆に『補闕記』にも『三経義疏』の編纂年といった、独自かつ尤度が高い事実が記述されていることもある。火災の年月日といった非常に部分的な事柄について、文献総体の精度を問題にすべきではない。また、「庚午年四月卅日夜半有災斑鳩寺」という記述は『補闕記』の前後の記述と比較して若干浮いており、このことは同記述が本来別の箇所に存在したことを示唆している。また、「卅」と「卌」を誤記することはありえても、聖徳太子が37歳のときの干支である「庚辰」を「庚午」と誤記することは考え難い。
2. 『大安寺資財帳』に移築の旨が記述されていないのは、同書の編纂時期がちょうど移築工事と重なっていたからである。資財帳という文献の性格からして、再建工事の記述が存在しないのは不審である。また、大寺の造営についてはかならず触れている『続日本紀』にも法隆寺再建の記録は存在しない。
3. 『大安寺資財帳』をみるに、寺院の移築・増築にあたっては天皇から仏像・経論・寺物などの下賜があった。一方で、法隆寺については建立以来、孝徳天皇が食封300戸を与えたのを除けば、養老6年（722年）の元正天皇の時代に至るまでそのような形跡がない。
4. 『資財帳』に講堂の記述がないというが、同書の写本は一編しか存在せず、これが完本かどうかは不明である。また、『資財帳』には法分と記された品が多いが、これは講堂に供するものであったと考えるべきである。

また、関野は史学会において法隆寺の実地調査をおこなったのち、「法隆寺堂塔の建立年代に就いて」と銘する講演をおこない、以下のように論じた。
1. 東大寺大仏殿や興福寺中金堂のように、たしかに寺院焼失後の再建にあたり、旧建築の礎石をそのまま用いる例はある。しかし、法隆寺の基石には火災の痕跡がみあたらない。少なくとも繰り出しがあり、火災痕が残るはずである法隆寺五重塔については、焼失後の礎石再利用はなかったと考えるべきである。また、法隆寺金堂の基壇を一部分掘ってみたものの、焼土や灰といった、火災の痕跡は発見されなかった。ゆえに、法隆寺焼失論は不自然である。
2. 法隆寺金堂壁画は天智期の作といわれ、これはしばしば法隆寺再建論の根拠とみなされる。しかし、これが描かれる壁面は不自然に厚く、これは壁が上塗りされたためである。ゆえに、これは再建論の証左とはなり得ない。

### 喜田貞吉の再反論

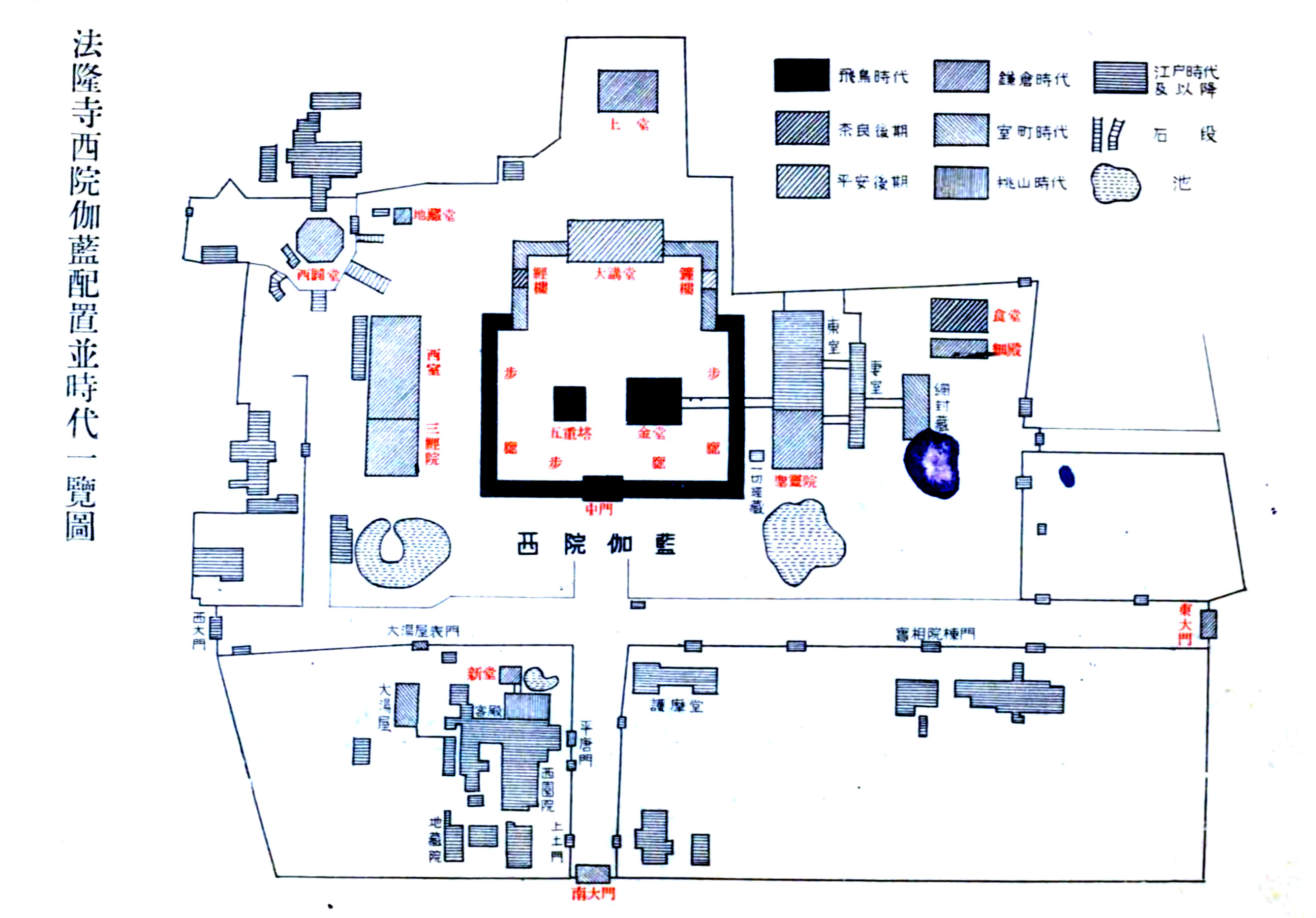
昭和12年（1937年）当時における法隆寺西院の伽藍配置。

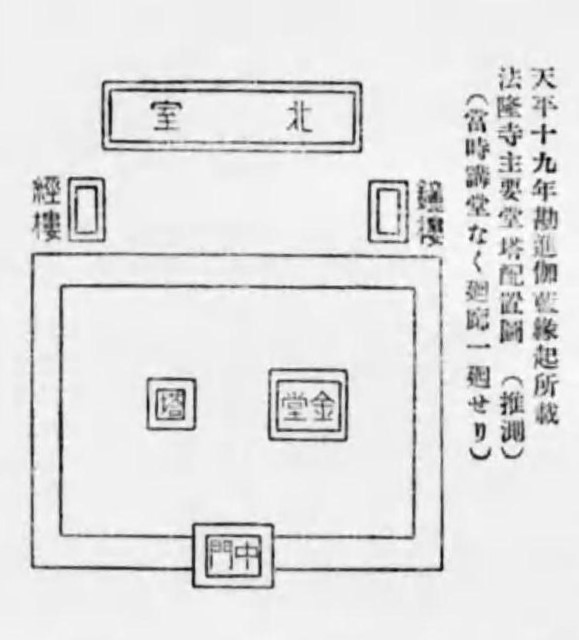
天平19年（747年）時点における法隆寺伽藍配置。喜田による推測。

これに対して、喜田は『歴史地理』年末号に「平子君の法隆寺非再建論を駁して其の単に妄想に過ぎざるを明かにす」を発表し、平子に再反論している。
1. 『補闕記』の執筆にあたっては、たしかに逸書である調使・膳臣の家記が用いられているという。しかし、忠実な引用かどうか不明であるし、そのような明言もない。火災についての記録は信頼できないものであり、おそらくは天智期の火災を誤って採録したものであろう。また、同書には斑鳩寺の火災後、諸人が蜂岡寺（広隆寺）や三井寺（法輪寺）の営造を手伝ったという旨が記述される[注釈 3]。『聖徳太子伝私記』によれば、法輪寺の営造は推古天皇30年（622年）のことであり、この火災を推古天皇18年（610年）とするのは相当に疑わしい。
2. 『大安寺資財帳』が記されたのは、大安寺移築の40年後のことである。しかし、同書にはその旨が記されていない。『法隆寺資財帳』が記されたのは法隆寺焼失の70年後のことであるが、同様の体裁がとられたと考えるのは自然である。『続日本紀』に法隆寺再建の記録がないのは、当時の法隆寺が大安寺・薬師寺といった巨刹に比べると小規模であったからだろう。
3. 天武期以後、国家は大安寺・薬師寺といった官寺の造営に注力しており、法隆寺は等閑視されていた。施入品がないのはその反映である。
4. 『資財帳』の記述からは、当時の法隆寺に講堂が存在しなかったことが明瞭にわかる。延長3年（925年）に講堂が焼失する以前の法隆寺廻廊の東西の「距離」は伊東忠太によって計測されているが[注釈 4]、これは『資財帳』に記される廻廊の「長さ」と概ね一致する。925年当時、法隆寺の講堂は廻廊を両翼にまわすようにして建立されていたと考えられているため、これは不自然である。747年当時の法隆寺は廻廊が一巡しており、のちにこれを切り開いて講堂を増築したと考えるべきである。平子は『資財帳』にみえる「法分」すなわち仏物を、講堂使用の料と考えているが、これは無根拠である。ここにみえる法分とは、法会に用いる什器類のことであり、講堂の有無にかかわらず法会はおこなわれる。
5. 法隆寺の寺物のうち、明確に推古期からあるといえるのは本尊をのぞけば灌頂幡のみである。670年の火災こそがその理由である。

また、喜田は1906年（明治39年）の同誌1月号に「最近の法隆寺非再建論を評す」を発表し、関野に以下のように反論している。
1. 礎石に火災の痕があれば火災の根拠となりうる一方、火災の痕がなかったといった火災がなかったという根拠にはならない。再建にあたり、礎石を取り替えている可能性もある。また、法隆寺の前方に、「巨大なる礎石の火災に罹れるもの」があるという話も伝聞している。同様の論理で、焼土が出れば火災の根拠となりうる一方、焼土が出なかったからといって火災がなかったという根拠にはならない。
2. 壁の厚さは色々であろうから、これも非再建論の根拠にはならない。そもそも壁画が天智期のものであるのは、養老2年（718年）造立とされる薬師寺金堂薬師三尊像との比較によるものだが、記録上これは誤りであることがわかっている。天平時代初期ごろのものともいえるのではないだろうか。

### 論争の飛び火
法隆寺論争は史学界を賑わし、関野・平子と喜田以外の研究者もこれについて論じた。たとえば、久米邦武は5月に「法隆寺再建非再建論を読む」を発表し、以下のように論じた。
1. 河村秀根の『書紀集解』の説によれば、天武期までの『日本書紀』の記述は中臣大島と平群子首の手によるものであり、670年の火災は同時代的な出来事である。焼けないでいる寺を「一屋無余」と記述することは考え難いし、仮にこれが間違いであったならば養老年間に舎人親王が修正しているはずである。
2. 一方で、法隆寺ほど巨大な寺院が和銅期までなかったということも考え難い。金堂の再建が天武期であることもまた疑いようのない事実であろう。
3. 現代（明治時代）ですら、尺貫法・ヤードポンド法・メートル法と、長さの単位系は混乱している。たとえ制度の力があったとしても、度量衡は混在してしかるべきものである。

これについて、平子は読売新聞に「法隆寺論につきて久米先生の再喝を仰ぐ」を掲載し、670年の火災の記録はむしろ舎人親王により挿入されたものであろうと反駁している。また、彼は久米の『日本書紀』を一級資料とみなす考えを否定し、法隆寺研究においては『資財帳』の記述を優先すべきであると主張している。また、塚本靖は『歴史地理』6月号において、法隆寺の建築は明白に「推古式」であり、「之れを再建するなどとは、技術上全く不可能の事に之れあり候」と、非再建論に肯定的なコメントをした。これに対して喜田は、推古式の類例とされる法起寺・法輪寺三重塔はいずれも白鳳時代の作であり、玉虫厨子についても推古期の作品とする証拠はないとし、塚本が「推古式」と呼ぶ様式はむしろ「白鳳様式」と呼ぶべきものであろうと反駁した。また、小杉榲邨は法隆寺金堂天蓋のひとつを調査し、これが鎌倉期の模造品であることを明らかにしている。

### 論争終息後の出来事
1906年（明治39年）に入ると、前年のような激しい論争はおこなわれないようになった。平子は法隆寺に関する問題から離れ、法起寺・法輪寺の研究に打ち込むようになる。しかし、その間も法隆寺研究は「沈黙のうちに前進」しつづけており、たとえば同年2月には法隆寺金堂天蓋から天人を描いた落書きが見つかっている。これを発見した香取秀真は、これについて「白凰時代の製作なりという壁画と、同様の筆意を以って画かれ候」「兎に角、非再建論者の頭痛ものに候」と述べる一方、平子は9月、『考古界』に「法隆寺金堂西の間天蓋支輪裏板の天女」を発表し、天蓋は聖徳太子時代の遺物、天女は飛鳥時代の画風であると論じた。これをもって論争らしい論争は一応終息した。1908年（明治41年）には関野が『平城京及大内裏考』で工学博士を、1909年（明治42年）には喜田が『平城京ノ研究』で文学博士の学位を取得している。これらはいずれも、法隆寺論争を主題のひとつに含むものであった。また、1906年には黒川が、1910年（明治43年）には小杉が、さらには1911年（明治44年）には平子が死去した。

## 大正期の論争 (1912年 - 1926年)

### 水道敷設工事までの出来事

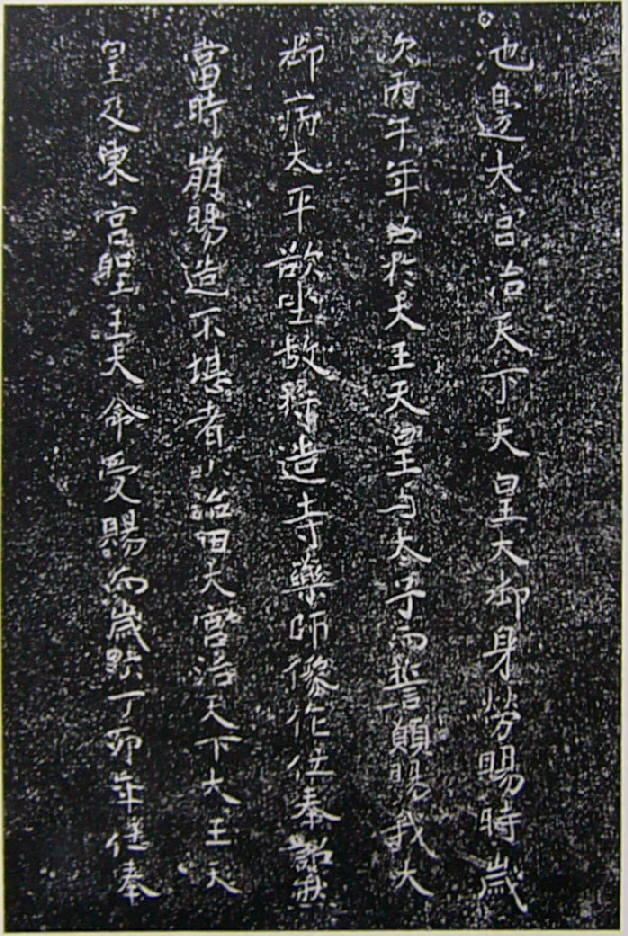
法隆寺金堂薬師如来像光背銘（拓本）

論争の終息後も、その火種が完全に潰えたわけではなく、関野はその後も非再建論を、喜田は再建論を奉じつづけた。1913年（大正2年）には、奈良県教育会が関野、喜田にくわえ天沼俊一を招聘し、奈良時代の美術史に関する講習会を開いた。主催者が法隆寺論争に触れないよう達したにもかかわらず、関野が法隆寺を「飛鳥時代の建築」と紹介したことに喜田が反論し、舌戦がまきおこった。1920年（大正9年）ごろより法隆寺では修理工事がおこなわれ、これにあたって関野は法隆寺を実地調査した。彼は1921年（大正10年）、『東京朝日新聞』に「建築より見たる法隆寺」という記事を投稿している。同記事において、彼は法隆寺金堂・塔婆・中門・廻廊の大斗・巻斗・肘木などを計測したところ、いずれも高麗尺であったことを証左に、再建後の法隆寺において、礎石流用により高麗尺がもちいられるにいたったという説を否定している。また、中門・廻廊・経蔵・鐘楼を発掘したところ、中門・廻廊・経蔵については火災の痕跡がなかったのに対して、鐘楼については焼け土・焼け灰・焼け炭の層が出土し、礎石についても火災の痕跡があった。関野はこれを延長3年（925年）の火災の痕跡であるとした。一方で、彼は、そのような痕跡が存在しなかったそれ以外の施設については、推古期以来のものがそのまま保存されているだろうと論じた。
喜田は1925年（大正14年）7月、『歴史地理』に「神社寺院の建築と住宅建築・下」を発表し、創立時の法隆寺の位置は、再建後の場所よりも東に寄っているという説を展開した。その論拠は以下の通りである。
1. 法隆寺金堂薬師如来像光背銘には「大命受賜而歳次丁卯年仕奉」とあるが、この「仕奉」が仏像のみにかかるのか、寺院の建立年代かは不明瞭である。法隆寺の実際の建立年代はさらに古く、607年に造立されたのは仏像のみなのではないか。
2. 当時の寺社は既存の建築を流用することも多く、法隆寺も元々は斑鳩宮の建築であったのではないか。推古期の法隆寺は住宅建築に近い性格をもっており、法隆寺を飛鳥様式であると考えるのは不審である。

### 法隆寺の水道敷設工事

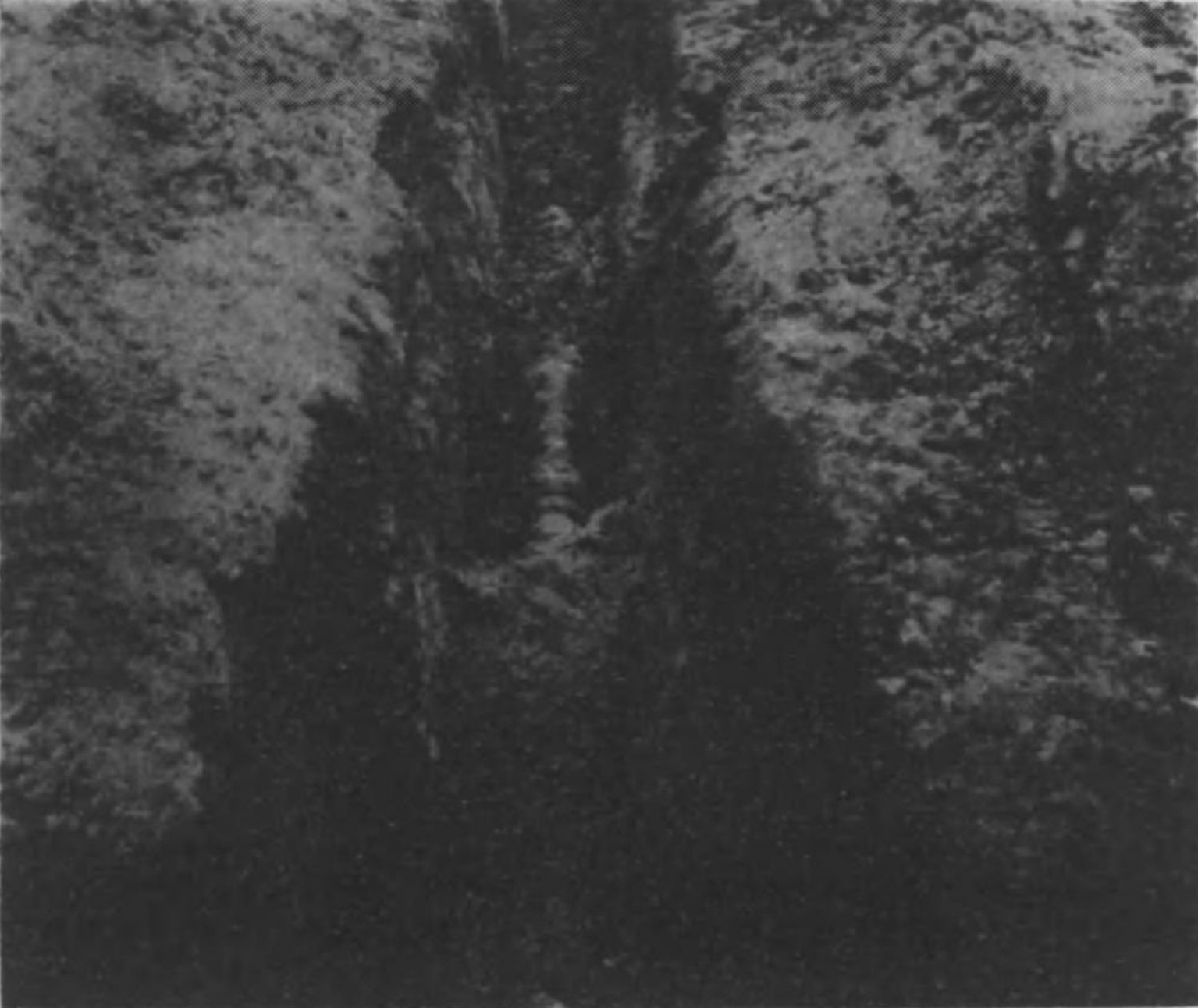
水道敷設工事の様子。上田三平撮影（1925年）。

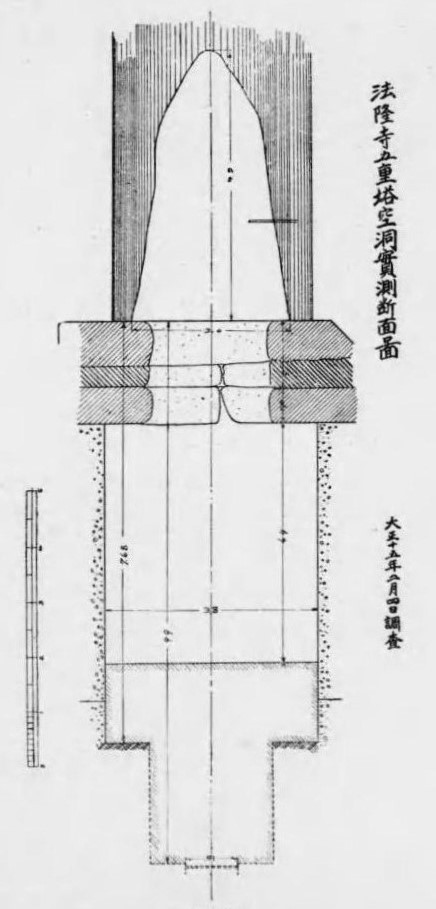
法隆寺五重塔空洞実測断面図。1926年に池田谷久吉により作図。

1925年（大正14年）から1927年（昭和2年）にかけ、法隆寺では防火設備整備のため水道管の敷設工事がおこなわれた。これを通し、法隆寺境内のいたるところの地下状態がわかると、学界から大きな期待が寄せられた。喜田はこれに際して『中外日報』に「法隆寺が焼けなかったという論に就いて」なる論考を投稿し、この工事により非再建論はいよいよ無価値なものとなるだろうと論じた。この工事にともなう研究成果については1926年（大正15年）、岸熊吉と上田三平により『法隆寺出土古瓦の研究』として出版された。ここで明らかになったことを以下に記す。
1. 廻廊の一郭内である、鐘楼西側に木炭片や焼け瓦、経蔵東側に焼土跡・焼け瓦が確認できた。925年の講堂焼失時のものかは不明。
2. 廻廊内では至るところから瓦片がでてきたものの、飛鳥時代の焼け瓦は確認できなかった。これは、925年焼失の講堂にこの種の瓦が葺かれていなかったことを示唆し、喜田の講堂不在説とも照応する。
3. 講堂北側の旧北室跡からは、焼土は出土しなかった。一方で、聖霊院とその東の妻室南方に焼土層が確認できた。もとの宝蔵の焼け跡と考えられる。
4. 食堂北側、深さ85 mmのところに焼土層があった。また、東側より天平期の食堂建立以前のものと考えられる瓦片が出土した。
5. 南大門基壇、深さ27 mmのところに4 - 9 mmの焼土層があった。その下に漆喰土層、さらに下に焼け瓦があった。上の焼土層については永享年間の火災によるものと考えられる。
6. 中門から南大門までの間には建築の痕跡がなく、南大門は建立当初から現在の位置にあったようである。

喜田はこれを踏まえて講演をひらき、元来天平のものと考えられていた食堂地下から焼土層があらわれたことと、『日本書紀』にみえる火災の記録をもとに、再建論の正当性を主張した。
1926年1月31日、この工事に際して、岸は法隆寺五重塔心柱の礎石を調査しようとした。これが飛鳥時代につくられたものであれば、礎石は自然石そのままを平らにしたものであり、より時代が下った天平期のものであれば、礎石には繰り出しがあることが予期された。しかし、調査の結果、五重塔心柱直下には礎石が存在せず、大きな竪穴がひらいていることがわかった。次いでこれを調査した池田谷久吉は、この空洞に焼け跡がないことを根拠に非再建論を主張し、関野もこれに倣った。一方で、創建当初の法隆寺が現在より東に寄っていたという説を奉じる喜田は、これを退けた。池田谷・伊東・岸は、五重塔は掘立柱建物であり、空洞は土中部の木材が腐ったことにより生じたものであると論じた。また、この間の調査により、柱は八角形であり、四方に添え木をつけた、非常に特色あるものであることも明らかになった。また、伊東・関野と法隆寺管長の佐伯定胤は、空洞地下に金銅の容器がおさめられていることを発見した。ここには瑠璃・瑪瑙などの宝石類、古鏡、純銀容器が入っており、この純銀容器のなかには純金容器、そのなかには仏舎利がおさめられていた。喜田はこの古鏡が海獣葡萄鏡であったことを、再建論の根拠のひとつとして提示したが、これは心柱が再建以来一度も修理されていないことを前提とするものであり、この論点についてはうやむやになった。

## 昭和期の論争 (1927年 - 1939年)

### 関野貞の法隆寺二寺説

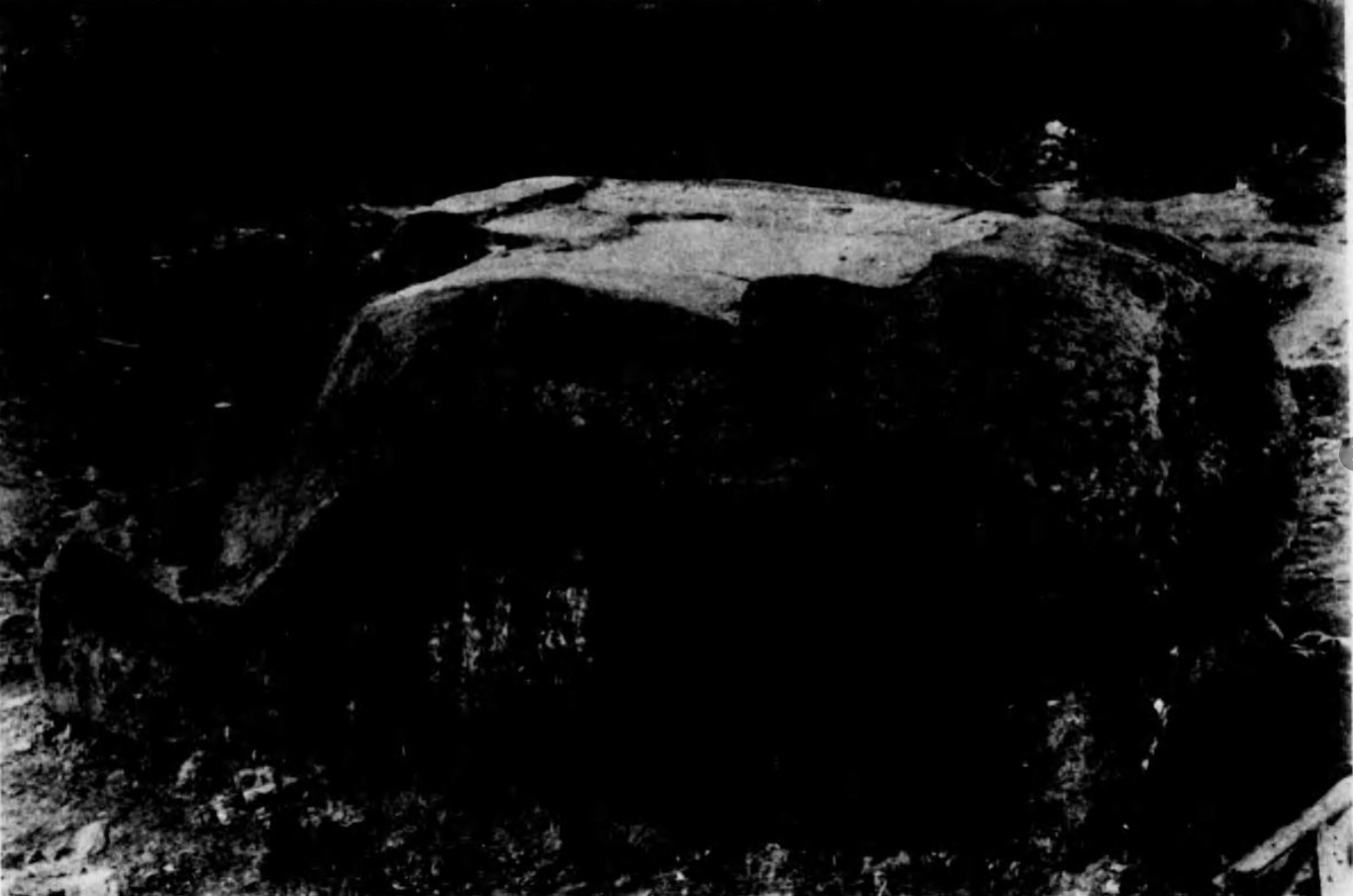
若草伽藍礎石。1948年以前の撮影。

法隆寺論争において、喜田は非再建論者の論理的瑕疵を攻撃する一方で、『日本書紀』の記述の評価については、「ただ正しいという信念以上のもの」を越えることはなかった。一方で、関野は実物を重視する立場を取り、文献上の記録については「誤謬か錯簡か三者其一に居らざるべからず」と軽んじていた。
大正期にいたり、喜田は実地調査を自説の補強にもちいるようになっていたが、関野もまた、文献上の記録を無視することはできなくなっていた。ここで『日本書紀』の「夜半之後、災二法隆寺一、一屋無レ余、大雨雷震」という記述を解釈するにあたり、関野は北畠治房をはじめとする、初期の非再建論者が好んで用いていた「二寺説」を再興させるにいたった。ここで新たな論拠となったのは、北畠邸にあった「若草に残る礎石」であった。北畠の自説を聞いた当時、関野はこの礎石の年代を明らかにすることはできなかったが、彼は大正末年の五重塔心柱調査を通して、同礎石がこれと同種の柱のためにつくられた礎石ではないかと考えるにいたった。
1927年（昭和2年）、関野は初学者向けの建築手引である『アルス大建築講座・日本建築史』に、「法隆寺主要堂塔の建立年代」なる文章を掲載した。また、翌1928年（昭和3年）には史学会において同様の趣旨の講演「法隆寺五重塔下の空間と非再建問題」をおこなった。これらの論点は以下の通りである。
1. 用明天皇のためにつくられた薬師像（法隆寺金堂薬師如来像）を本尊として、推古天皇期に造営されたのが法隆寺である。
2. これとは別に、聖徳太子のためにつくられた釈迦像（法隆寺金堂釈迦三尊像）を本尊とする「斑鳩大寺」が、法隆寺と別に存在した。これは若草伽藍跡にあったもので、法隆寺よりもあとに建てられたものである。山背大兄王が縊死したと記録に残る斑鳩寺塔婆とは、この寺院の塔のことである。

### 会津八一の再建論

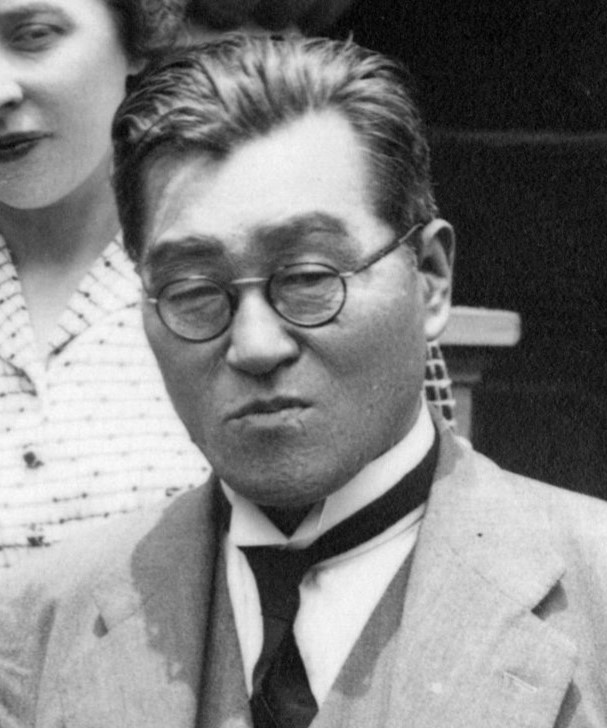
会津八一（1941年）

1931年（昭和6年）、早稲田大学教授の会津八一は『東洋学報』に「法輪寺創建年代考」を発表した。会津は再建論に身を置きながらも、法隆寺は建立直後に焼失したが、工事はそのまま継続され、推古期には再建されたという独自の説を論じた。以下がその要点である。
1. 皇極天皇2年（643年）の山背大兄王自死をもって上宮王家は滅んでおり、大化元年（645年）の乙巳の変をもって『国記』『天皇記』の編纂史料も焼失している。『日本書紀』はこれとは別系統の勢力によって編纂されたもので、聖徳太子の没年にすら誤りがある[注釈 6]。調膳両家の伝記をもととする『補闕記』はこれを正しく記録しており、法隆寺関連の記述については同書を優先する必要がある。
2. 一方で、平子のいうような推古天皇18年（610年）説も成立しない。なぜなら、『補闕記』いわく法輪寺は法隆寺の火災後に建立されたものであり[注釈 3]、これは推古天皇16年（608年）に法輪寺が建立されたという「御井寺縁起」の記述と食い違うからである[注釈 7]。
3. 『扶桑略記』には「推古天皇十五年丁卯四月卅日夜半斑鳩寺火災」とあり、これがおそらく正確である。法隆寺は推古天皇15年（607年）、すなわち建立直後に焼けたものであり、法輪寺は法隆寺の工事人員によって造営されたものであると考えられる。
4. 『法隆寺伽藍縁起』には、607年時点に存在した寺院が列挙される箇所があり、ここには「池後寺」の名前が見える。これは法起寺の別名といわれているが、実際には法輪寺の別名である。法輪寺に隣接する小字に「池ノ尻」というものがあり、これに対し法起寺に隣接する小字は「新池ノ尻」である。これは、元来法輪寺を指していた「池後寺」が法起寺と混同され、のちにまったく法起寺を指すものに代わってしまったことを意味する。ゆえに、法隆寺の焼失年および法輪寺の建立年は明確に607年と定まる。

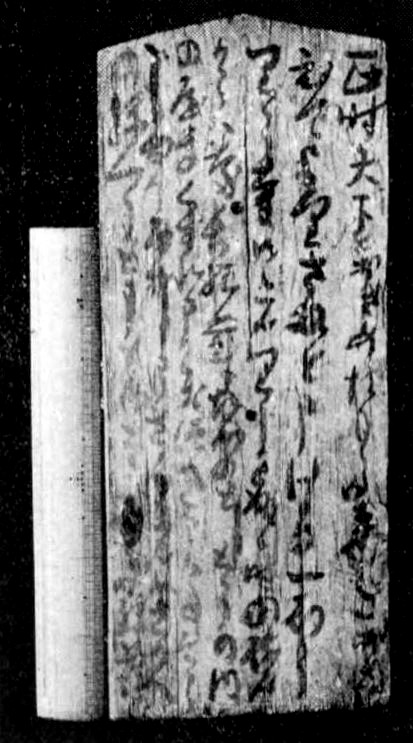
法隆寺五重塔空洞内発見棟札

また、会津は1933年（昭和8年）5月に、先述の論文をふくむ『法隆寺法起寺法輪寺建立年代の研究』を出版した。また、新たに書き下ろされた「法隆寺建立年代私考」を通して、自説を以下のように発展させた。会津は同著を学位論文とし、文学博士となった。
1. 『上宮聖徳法王帝説』や『資財帳』にあるよう、法隆寺の起工は推古天皇6年（598年）である。また、『法隆寺金堂薬師如来像光背銘』にあるよう、法隆寺の竣工は推古天皇15年（607年）のことである。そして、同年に法隆寺は焼失した。
2. 法隆寺の再建年は聖徳太子の死後、推古天皇31年（623年）に釈迦三尊像がつくられて以降である。法隆寺再建は釈迦三尊像を祀る金堂から着手されたものと考えられるから、その再建は推古天皇35年から36年（627年 - 628年）ごろのことと考えられる。中門はその直後、塔婆も舒明期（629年 - 641年）前半までには造立されたものと思われ、643年にはこの塔で山背大兄王が自死している。
3. 『色葉字類抄』『七大寺年表』には「和銅年間に法隆寺を造った」という記録があるが、この「造る」は単に工事を意味する語で、おそらくは修繕工事を指すと考えられる。たとえば『続日本紀』には、観世音寺が天智期からの工事であり、その落慶が天平18年（746年）のこととある。しかし、同書養老7年（723年）条・天平17年（745年）条にも「令レ造二観世音寺一」「造二筑紫観世音寺一」とある。また、五重塔地下空洞から発見された棟札には「ほうりう寺御こんりう被成候時のねんがうは、慶長九年たつのとしとうの内屋まくづれ申候おつき申候」とあり、これも修繕を意味して「こんりう（建立）」という言葉を使っている。
4. 法隆寺金堂は釈迦三尊像に対しては釣り合っているが、薬師如来像に対しては大きすぎる。また、薬師如来像の二重台座は釈迦三尊像を除けば類例がなく、しかも不釣り合いである。このことは、金堂が釈迦三尊像のためにつくられ、もとからあった薬師如来像がそれに応じて台座を付け加えられたことを意味する。

### 会津説に対する反論
福山敏男は同年12月、『東洋美術』に「法隆寺問題管見」を発表し、会津説を批判しながら再建論を唱えた。福山の論拠は以下の通りである。
1. 『御井寺縁起』にはたしかに法輪寺の建立年は延長6年（928年）の320年前とあるが[注釈 7]、これは明らかに推算の誤りであり、文字通りに受け取るべきではない。法輪寺の営造は「壬午」年のこととあり、これは622年のことと解釈するのが自然である。
2. 「法隆寺」の名称は奈良期にはじめてみえるものであり、それ以前の史料において法隆寺は基本的に「斑鳩寺」「伊加留我寺」「鵤寺」などとある[注釈 8]。『日本書紀』天智天皇9年条に「法隆寺」とあるのは異例であり、原資料においては「斑鳩寺」とあった可能性が高い。ゆえに、おそらく『日本書紀』『補闕記』の原史料は同一であり、『日本書紀』の「一屋無レ余」は『補闕記』の「衆人不レ得二定寺地一…」と同根、「大雨雷震」は乙巳の変時の「是日雨下、滾水溢レ庭」のような、史実性にかける修辞と考えるべきである。
3. 原史料ではおそらく「庚午年」とのみ書かれていた記述が、『補闕記』においては推古期のことと誤解されたと考えられる。その証拠に、610年4月は小の月であり、4月30日という日付はそもそもありえないのである。
4. 『扶桑略記』にみえる607年の火災は、『聖徳太子伝暦』にある「又説、庚午年四月卅日、夜半、災二斑鳩寺一、而暦不レ記 此年是推古天皇十五年矣」が出典である可能性が高い。『聖徳太子伝暦』のこの記述は『補闕記』の「四七庚午年四月卅日夜半有災斑鳩寺」を出典とするものであろう。推古期の庚午年は608年であり、干支の換算を1年誤っている。『扶桑略記』においては誤って干支のほうが修正されてしまったため、「推古天皇十五年丁卯四月卅日夜半斑鳩寺火災」という記述がうまれてしまったと考えられる。
5. カール・ヴィット（ドイツ語版）による同像の様式研究からしても、法隆寺金堂薬師如来像の造立年代が釈迦三尊像より先ということはありえない。また、背銘からしても、薬師像の造立は釈迦像より後である[注釈 9]。
6. 成立年代および情報精度の差異から、『色葉字類抄』にみえる和銅期法隆寺再建の記述は、『七大寺年表』からの引用であると考えられる。しかし、『資財帳』には中門金剛力士像が和銅4年（711年）に造立されたとあり、金堂とこうした像が同時につくられるとは考えにくい。法華寺（興福寺）の誤記と考えるべきではないか。
7. 太子信仰がすでに生じていた時世を鑑みるに、再建着手は670年の火災直後からであり、金堂は天武天皇初年（673年）には落成していただろう。『補忘集』にみえる法隆寺綱封蔵幡銘には「丁丑年三月十□□直針間古願播〔ママ〕」とあるから、天武天皇5年には法隆寺はすでになんらかの形で存在したといえるかもしれない。

また1934年（昭和9年）、田中重久は『歴史地理』に「池後寺考」を発表し、会津による池後寺＝法輪寺説は成り立たないと論じた。池後寺を法輪寺とする文献が皆無であること、「池尻」の地名は法起寺北東にも存在し、その一部は法起寺の寺田ですらあることがその論拠である。足立康は同年に上梓された『法隆寺の諸問題』に「法隆寺推古十五年焼失説の疑」を上梓し、同様の論点から会津説を批判した。
喜田は1934年の『歴史と国文学』に「其の後の法隆寺問題：特に会津八一君の新研究に就いて」を発表し、前3人により会津説は完全に退けられたと論じた。足立をしていわく、「その後の学界の形勢では法隆寺焼失の事は最早動かぬ史実と認められるに至り、茲に一貫焼失論を強調された喜田博士の主張は一応貫徹された形となったのである」。また、この年の7月29日、関野は死去した。同年末、喜田は『法隆寺再建非再建論の回顧』、1938年（昭和13年）には『歴史公論』に「法隆寺再建非再建論の精算」を発表している。

### 足立康の新非再建論

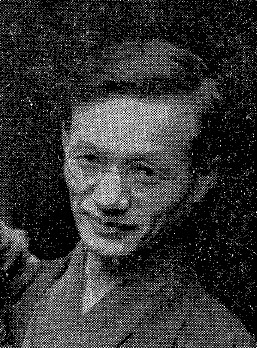
足立康（1939年）

こうして終結したようにみえた法隆寺論争は、足立康によって再燃せしめられる。足立は以前より非再建論の構想を抱いており、1936年（昭和11年）8月4日には『寧楽』誌主催の講演会でその旨を発表している。足立説が注目を浴びるにいたったのは、1939年（昭和14年）2月4日、奈良帝室博物館でおこなわれた日本建築史連続講座においてであり、足立はここで以下のように論じた。
1. 本来の法隆寺、すなわち用明天皇が発願して推古期に建立された、薬師像を本尊とする寺院は670年に焼失している。これが現在の若草伽藍跡である。
2. 一方で、現存する「法隆寺」も、様式上、天智期に建立されたものとはいえない。これはすなわち、現在の「法隆寺」は、飛鳥時代末期に聖徳太子のためにつくられた、釈迦像を本尊とする別の寺院であったということである。
3. ゆえに、現在の「法隆寺」と呼ばれる寺院は焼失しておらず、そのまま残存している。

この説は新聞やラジオで華々しく取り上げられたが、喜田や、ジャーナリストの釈瓢斎は、これが北畠や関野の二寺説と異曲同工のものにすぎないことを指摘した。また、同説がメディアで報道されるなかで、足立は自説を微修正し、用明天皇の寺と聖徳太子の寺という二寺があったのではなく、法隆寺に用明天皇のための堂と聖徳太子のための堂のふたつがあり、うち焼失したのは用明天皇の堂であるとした。

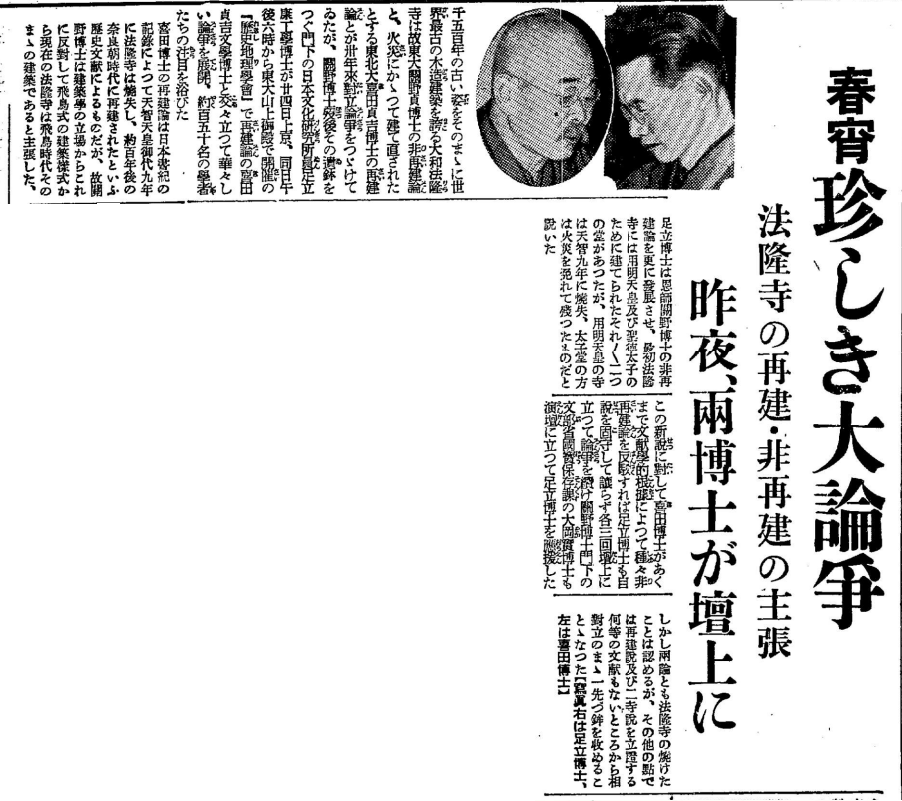
喜田・足立の論争を報じる、『読売新聞』1935年3月25日朝刊記事。

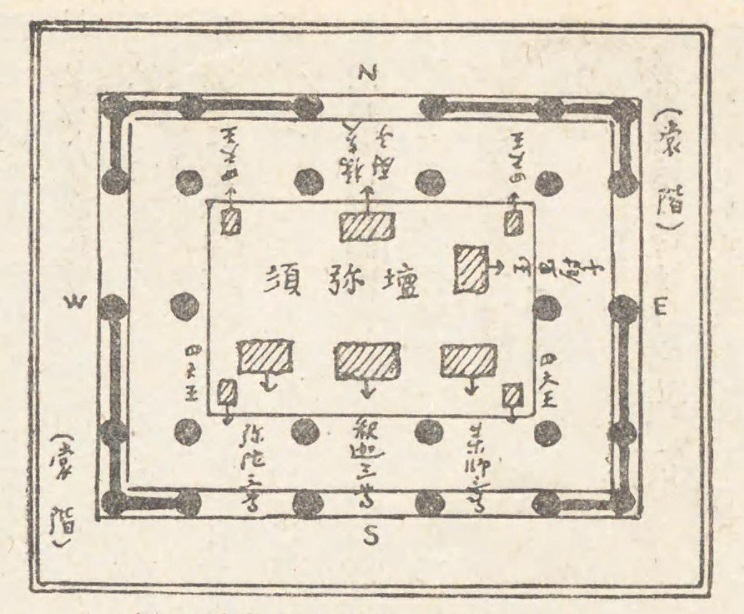
法隆寺金堂内部平面図

同年3月24日には、東京帝国大学山上会館において、日本歴史地理学会主催の立会演説会がひらかれた。また、5月には足立が『建築史』に「法隆寺再建論と非再建論」を発表し、はじめて自説を論文として発表した。その要旨は以下のようなものである。
1. 法隆寺は用明天皇の発願により建立された寺院で、薬師像を本尊としていた。しかし、これは『日本書紀』にあるよう、670年に焼失した。これが現在の若草伽藍跡であるが、一方聖徳太子の死後、これを追福して釈迦像が造立されている。これを安置するための堂としてつくられたのが、現在「法隆寺」とよばれる伽藍である。
2. 喜田説にあるように、法隆寺焼失についてはある程度信頼できる文献上の記録がのこっている。一方で、法隆寺再建については非常に薄弱な記録しかのこらない。また、考古学的な調査をみても、先の調査で出土した瓦はすべて白鳳時代以降のものであるし、金堂礎石にも火災痕はみあたらない。
3. 若草伽藍には塔婆の心礎がむき出しでのこっている。仮に法隆寺が再建されたならば、この礎石も再利用されてしかるべきだったはずである。
4. 法隆寺金堂には釈迦像・薬師像という由緒の異なる本尊が併存し、建立の発端であったはずの薬師像のほうが脇に追いやられている。これは、薬師像が用明寺にあったからである。また、聖徳太子の死後から彼の神格化ははじまっており、聖徳太子没後の冥福を願い堂を建てなかったとする考えは不自然である。
5. 法隆寺の様式は明らかに六朝式であり、再建年代と比定される白鳳期の様式ではない。瓦も白鳳以前の様式である。これらを仮にすべて飛鳥様式の余流とみるならば、裳階・壁龕・塑像といった部分についても同様でなければならないが、これらはすべて唐式である。
6. 喜田説によれば、法隆寺は再建時、寺地を東に移したという。しかし、そのようにする合理的理由があるとは考えられない。しかも現在の法隆寺は傾斜地に建っている。再建にあたって伽藍の位置を移すのであれば、普明院西の平坦地が選ばれてしかるべきである。

### 足立説への反論・反響
喜田はこれに「非常識といおうか、超常識といおうか」と絶句しながらも、以下のように反論している。喜田の持論は長らく変化しないものであったが、足立説を受けて新たな論拠を多く採用しており、村田はこれを「やはり論争にはそれだけの収穫が伴うことがわかる」と評している。
1. 現在の法隆寺五重塔礎石には舎利容器を収めるための穴があったが、これは白鳳期から天平期にかけてみられるものである。ゆえに、五重塔は再建であると考えられる。
2. ほかの古寺をみるに、山田寺は着工から塔婆の完成まで44年、法起寺は68年と、非常に長い時間をかけて建立されている。法隆寺に際してもおそらくこれは同様である。様式の古式さから鑑みるに、法隆寺再建工事がはじまったのは和銅よりもはるか以前、天武期中期から持統天皇6年から8年（692年 - 694年）ごろのことだったのであろう。
3. 法隆寺から出る瓦が古くみえるのは、白鳳時代が瓦の様式が変化する過渡期だったからであろう。瓦の現物だけをもって、これがいつ作られたかというような厳密な区別はできない。

足立・喜田による法隆寺論争再燃を通して、さまざまな史学者から法隆寺論争に関する意見が出た。たとえば、蘆田伊人は、『日本書紀』に「一屋無レ余」とある以上、当時の法隆寺境内にあった建物はすべて焼失したと考えるべきで、足立説には問題があると論じた。一方で、家永三郎はこれを疑問視した。家永は『日本書紀』には事実の有無に限らず過大な修辞を付け加える傾向があること、同書が天武天皇の勢力下で編纂されたものであり、敵対勢力である天智系勢力の失敗をあげつらう傾向にあることをもとに、これは単なる修辞と考えるべきであろうという見解をあらわした。また、荻野三七彦は、若草伽藍と現法隆寺はあまりにも近すぎるため、併存したとは考えがたいとし、釈迦堂が設立されたとする傍証を固めるためには、太子信仰の歴史的経緯について理解を深める必要があろうと論じた。田中重久は「一屋無レ余」の問題にくわえ、足立が福山による薬師像の造立年代研究を無視していることを批判した。
源豊宗は9月、『考古学』に「法隆寺建築様式の年代に就いて」を発表し、足立説を以下のように退けた。
1. 太子死後に釈迦堂がわざわざ建立されたとするのは、聖徳太子遺願の法起寺や熊凝精舎（大安寺）の建立が遅々として進まなかったことを鑑みるに、考え難いことである。釈迦像が太子等身であるのは、仏と故人の結びつきを身近にして、太子がすみやかに浄土にのぼることを祈願するものであり、太子を神格したものではない。法隆寺も彼の廟とはいえない。また、仏舎利を供えるような塔婆を、釈迦堂という廟のようなものに付属して建てるというのも考え難い。
2. 仮に現在の法隆寺の由緒がそのようなものであったとするならば、何らかの形でその由緒がのこっていなければおかしい。聖徳太子薨去にともなう堂というのは、寺院の由緒としては格の高いものであり、これが別寺の由緒に書き換わるわけがない。
3. 仏像は動かせるものであり、寺院の本尊が変わることもままあることである。
4. 若草伽藍の心礎には大きな亀裂が入っており、再利用できるものではない。

源は、『資財帳』の記述から、持統天皇7年（693年）の仁王会において天蓋3つが奉納されたと論じ、これこそが法隆寺金堂天蓋であると論じた。しかし、足立はこれを文献の誤読であると批判し、ここで奉納された天蓋は、法分4具のうち「紫」をのぞいたひとつではなく、「台具 紫者」のひとつであると論じた。また、源は法隆寺の細部様式は白鳳期のものであると論じたが、足立は『建築史』に「法隆寺建築の様式に就いて」を発表し、これを批判した。足立との論争のさなかであった7月3日、喜田は急逝した。

### 田中重久の再建論
田中は9月、『考古学』に「法隆寺創立の研究」「法隆寺再建の研究」を発表し、以下のように論じた。
1. 薬師像光背の造立年代は天武期である。光背が宝珠形であること、銘文の書体、字句などがその根拠である。像自体は斉明期（655年 - 661年）ごろの作であり、これは元来薬師像ではなく釈迦像であろう。一方、金堂釈迦像の造立時期については、光背銘文をそのまま信じてよい。これこそが670年の火災以前より存在した法隆寺の本尊であり、ゆえに法隆寺の建立年代は推古天皇30年代（622年 - 628年）のことであろう。また、釈迦像光背銘文の文面からして、法隆寺は聖徳太子ではなく、蘇我馬子による建立であろう。
2. 若草伽藍心礎の亀裂は、670年ないし『日本書紀』にみえるその前年の火災によるものであると判断することができる。また、『資財帳』にみえるもののうち、薬師像・釈迦像をのぞけば天智罹災以前のものと立証できるものは存在しない。これも、670年法隆寺焼失の証左である。
3. 『資財帳』にみえる白銅鏡のうち、「塔分台面径五寸八分、裏禽獣形」とあるのが、五重塔地下から発見された海獣葡萄鏡であろう。ゆえに、これが収められたのは同書編纂以前のことと考えられる。
4. 法隆寺五重塔は、様式からして706年の法起寺よりは古い。また、法隆寺御物の伏鉢は、和銅8年（715年）の粟原寺伏鉢よりも古い。また、出土する瓦片について、複弁蓮華の鐙瓦と忍冬唐草の宇瓦という組み合わせは推古期のものではなく、白凰時代のものである。心礎・心柱・舎利容器の様式からみても、金堂・塔婆の再建は白凰時代、おもえらくは天武天皇7年から14年（679年 - 686年）のことであろう。また、金堂壁龕・裳階、塔婆裳階、中門、廻廊、南大門の完成は和銅期のことであろう。

足立は11月の『歴史地理』に「法隆寺天智朝再建説を読む」を発表し、田中説に反駁した。瓦の様式年代を外形の類似だけで安易に判断すべきではなく、詳細な意匠の差などを読み込むべきであること、礎石の年代についても、推古期のものか白凰初期のものかといった、細かい判断は難しいことなどがその論拠であった。

## 若草伽藍の発掘調査とその後 (1939年 - )

### 若草伽藍の発掘

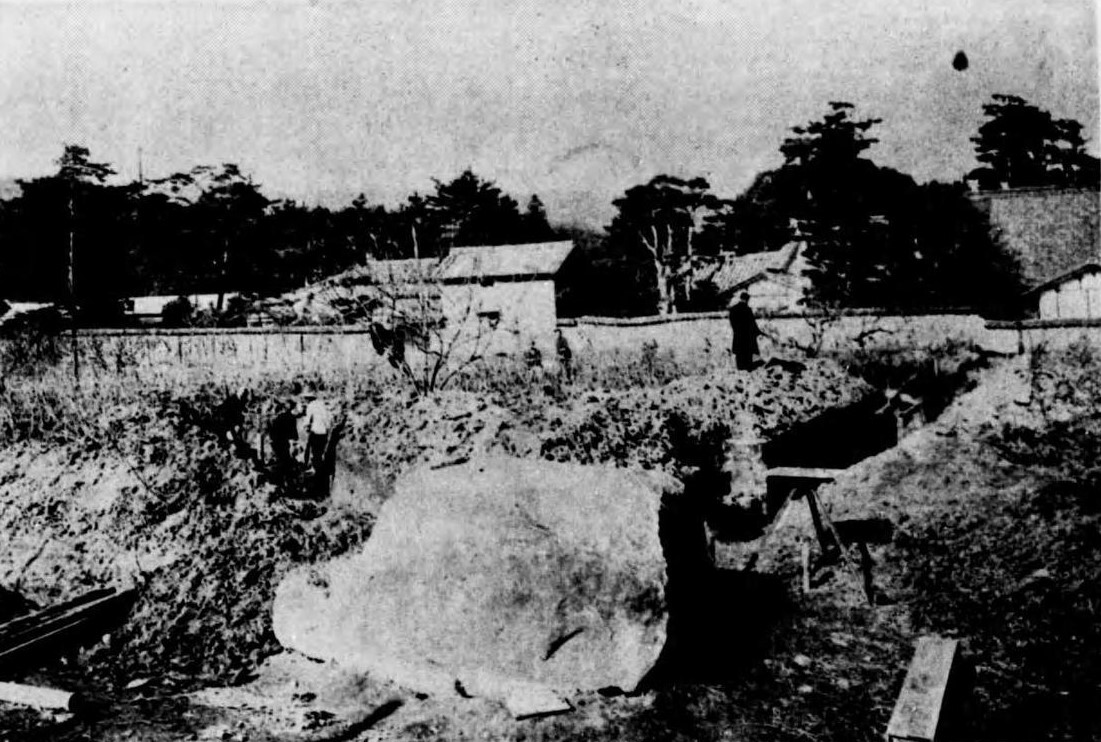
若草伽藍跡発掘の様子。石田茂作により撮影。

若草伽藍の礎石は住吉村の野村徳七邸に移設されていたが、史学者のあいだでの若草伽藍への注目の高まりにともない、1939年10月22日には法隆寺に返還されることとなった。この礎石を法隆寺に移設するにあたり、石田茂作と末永雅雄は『古今一陽集』を頼りに当初礎石があった位置を比定する作業をおこなったが、石田らはさらに12月7日から22日にかけ、若草伽藍の発掘もおこなった。結果、若草伽藍跡に四天王寺式伽藍配置である、金堂・塔婆の基壇跡が確認され、これが、現在の法隆寺とほとんど同じ規模をほこることが明らかになった。また、伽藍南北は西に20°ほど傾いており、出土した瓦はこれまで発見されたものよりも古式であった。
この発掘結果はおおむね法隆寺再建論に有利なものであった。石田は発掘調査から4年後の1943年（昭和18年）に「法隆寺再建非再建の問題」を発表し、若草伽藍と（足立説によるならば、その一堂にすぎない）現在の法隆寺の大きさがおおむね変わらないこと、南北中心線が一致しないことから両寺が同時代に建てられたものとは考えがたいことなどを根拠として足立の二寺併存説を棄却した。また、若草伽藍と異なり現在の法隆寺は条里制の方位におおむね一致していることもわかり、このことは現在の法隆寺が建てられたのが、班田制度が施行された大化の改新以降であるゆえであるとする新しい論拠も加わった。足立は石田の論文発表に先んずる1940年（昭和15年）、奈良博物館の建築史講座で同発掘調査について、南北中心線が一致しないことはむしろ二寺が同時期に建てられたことの証左であり、再建されたのならばこうしたグリッドや伽藍配置が一致しないのはおかしいとの解釈を示した。村田はこうした論拠に対して「再建は復原ではない」と苦言を呈しており、石田も1948年（昭和23年）になって「非再建を支持するに足る絶対的のものはなく、只苦しい釈明としか受け取れぬもの許りである」と同説を批判している。法隆寺の建立年代についてはその後も議論が続くものの、「法隆寺が再建されたものか、建立当時よりそのままか」という問題に関しては、このような経緯を持って一応の決着がついた。足立は1941年（昭和16年）、44歳で病没した。

### 年輪年代測定とその後の議論
法隆寺再建非再建論争が実質的に収束しようとしていたのは、太平洋戦争末期の、戦火が日本本土に広がっていた時期であった。奈良市をふくむ、空襲被害をうけていない地域においては建物疎開が積極的におこなわれるようになり、法隆寺金堂・五重塔についても2階以上が解体保存されることとなった。戦後にこれを修理する工事がおこなわれた際、腐朽していた五重塔心柱の基部を切断し、新材を根接ぎすることになったが、このときの切断部は円盤標本として保存された。2001年（平成13年）には奈良国立文化財研究所によりこの標本の年輪年代測定がおこなわれたが、これにより心柱の伐採年代が591年（崇峻天皇4年）であることがわかった。論争収束後、法隆寺再建論は通説となっており、その後の調査結果もそれに反するものではなかったため、この結果は大きな波紋を呼ぶこととなった。
この解釈については2018年現在においても議論が続いているが、おもに再建論に基づくかたちで古材転用説・貯木説などが唱えられている。